# Кливленд кавалирси
Кливленд кавалирси (енгл. Cleveland Cavaliers) су амерички кошаркашки клуб из Кливленда, Охајо. Играју у НБА лиги (Централна дивизија).

## Историја
Кавалирси су основани 1970. Клуб се углавном задовољавао повременим пласманом у плеј-оф, све до 2000-тих година. Најзначајнији период наступа након драфта 2003. када су са прве позиције изабрали највећу звезду Леброна Џејмса. Са њим наступа доба успеха; Прваци дивизије: 2009, 2010, 2015, 2016, 2017. Прваци Источне конференције: 2007, 2015, 2016, 2017, 2018 и освајачи шампионског прстена 2016. године.